# رومن لاریو
رومن لاریو (انگلیسی: Romain Larrieu؛ زادهٔ ۳۱ اوت ۱۹۷۶) بازیکن فوتبال اهل فرانسه است.
از باشگاه‌هایی که در آن بازی کرده‌است می‌توان به باشگاه فوتبال یئوویل تاون، باشگاه فوتبال گیلینگام، باشگاه ورزشی مون‌پلیه، باشگاه فوتبال تیورتون تاون، باشگاه فوتبال کملفورد، و باشگاه فوتبال پلیموث آرگیل اشاره کرد.